# Naomi Munakata
Naomi Munakata (宗像 直美 Munakata Naomi?,  n. 31 mai 1955, Hiroshima, Japonia – d. 26 martie 2020, São Paulo, São Paulo, Brazilia) a fost o dirijoare corală și profesoară universitară braziliană de origine japoneză din São Paulo. Ea a fost dirijoare a OSESP, corul Orquestra Sinfônica do Estado de São Paulo, din 1995 până în 2013, iar apoi dirijoare principală a Coral Paulistano Mário de Andrade de la Theatro Municipal. S-a numărat printre dirjorii corali din America de Sud care „au contribuit la dezvoltarea și stimularea muzicii corale”, conform The Cambridge Companion to Choral Music.

## Biografie
Munakata s-a născut în Hiroshima, iar familia s-a mutat în São Paulo, Brazilia, atunci când ea avea vârsta de doi ani. A luat lecții de pian de la vârsta de patru ani și a început să cânte într-un cor dirijat de tatăl ei la vârsta de șapte ani. De asemenea, a învățat să cânte la vioară și harpă. A studiat la Institutul Muzical din São Paulo, de unde a absolvit în compoziție și dirijat în 1978. A studiat dirijatul, analiză muzicală și contrapunct cu Hans-Joachim Koellreutter. A studiat, de asemenea, cu Eleazar de Carvalho, Hugh Ross, Sérgio Magnani și John Neschling. A mai studiat cu Eric Ericson în Suedia în timpul unei burse de la Fundația Vitae și a fost premiată cu o bursă de studii de dirijat la Universitatea din Tokyo, din partea guvernului japonez, în 1986. Ea a primit premiul pentru cel mai bun dirijor de cor din partea Asociației Criticilor de Artă din São Paulo.
Munakata a fost profesor și director la Școala Municipală de Múzică din São Paulo și dirijor și director artistic al Coral Jovem de Stat, corul de stat de tineret. Ea prezenta în mod regulat un program de radio, „Vozes” (Voci), pe Radio Cultura FM în São Paulo, cu informații despre muzică corală.
A fost dirijoare a OSESP, cor al Orquestra Sinfônica do Estado de São Paulo, din 1995 până în 2013, atunci când a devenit dirijoare onorifică a corului. Din 2014, ea a fost director artistic al Coral Paulistano Mário de Andrade, corul de la Theatro Municipal. A predat la Faculdade Santa Marcelina și Faculdade de Artes Alcântara Machado (FAAM).
În timpul pandemiei de COVID-19 în Brazilia, Munakata a fost internată pe 16 martie 2020 la Spitalul Alemão Oswaldo Cruz cu simptome de infecție, iar ulterior a murit pe 26 martie 2020, la vârsta de 64.

## Premii
Munakata a primit premiul pentru cel mai bun dirijor de cor din partea Asociației Criticilor de Artă din São Paulo.